# Saint-Michel-de-Veisse
Saint-Michel-de-Veisse is een gemeente in het Franse departement Creuse (regio Nouvelle-Aquitaine) en telt 177 inwoners (1999). De plaats maakt deel uit van het arrondissement Aubusson.

## Geografie
De oppervlakte van Saint-Michel-de-Veisse bedraagt 16,1 km², de bevolkingsdichtheid is 11,0 inwoners per km².

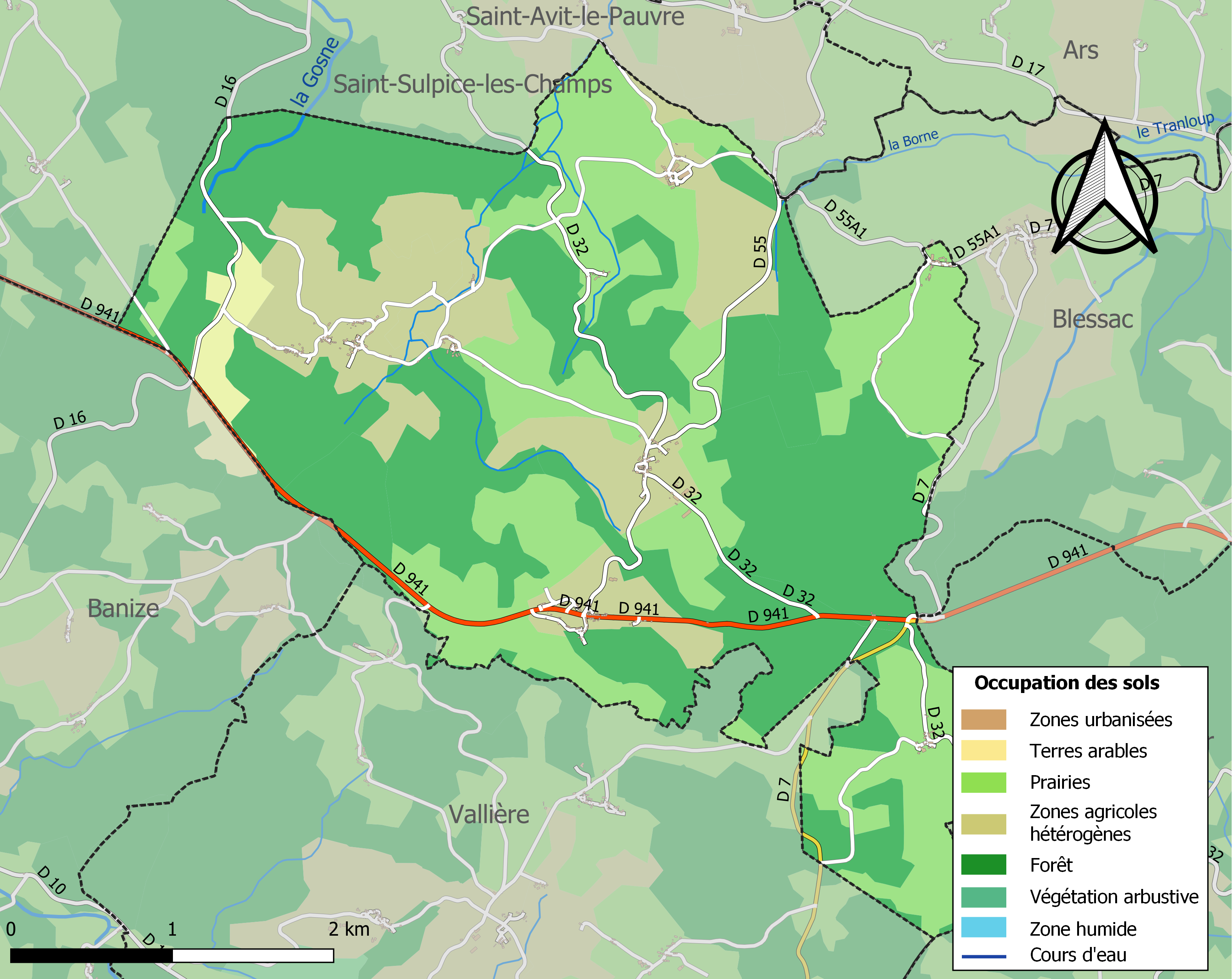
Kaart van de gemeente met de belangrijkste infrastructuur, bodemgebruik en omliggende gemeenten

## Demografie
Onderstaande figuur toont het verloop van het inwonertal (bron: INSEE-tellingen).